# Lethal Weapon (serie televisiva)
Lethal Weapon è una serie televisiva poliziesca statunitense creata da Matt Miller e basata sulla serie di film Arma letale creata da Shane Black. La serie è stata trasmessa dal 21 settembre 2016 al 19 febbraio 2019 dall'emittente Fox per tre stagioni.
Per le prime due stagioni, Lethal Weapon aveva come protagonisti Clayne Crawford e Damon Wayans, rispettivamente Martin Riggs e Roger Murtaugh, detective completamente diversi, che erano anche i protagonisti nei film originali interpretati da Mel Gibson e Danny Glover. La serie include altri personaggi ispirati direttamente o indirettamente ai personaggi dei film, incluso Leo Getz (interpretato da Thomas Lennon) - un amico stretto di Riggs e Murtaugh. 
Nel maggio 2018, a causa di comportamenti scorretti ed ostilità tra il cast e la crew sul set della serie, Crawford è stato licenziato dalla serie. Successivamente è stato sostituito nella terza stagione da Seann William Scott, con un nuovo personaggio di nome Wesley Cole. La terza stagione è andata in onda dal 25 settembre 2018.
Nell'ottobre 2018, dopo alcune settimane dalla première della terza stagione, Wayans ha annunciato che avrebbe abbandonato la serie dopo la fine della produzione della stagione nel dicembre 2018. Il 12 ottobre 2018, viene riportato che Fox ha ordinato due episodi in più per la terza stagione, portando la stagione ad un totale di quindici episodi.
Il 10 maggio 2019 la serie viene cancellata dopo tre stagioni.

## Trama
Per le prime due stagioni, Roger Murtaugh, un detective molto benestante con moglie e tre figli, è in coppia con Martin Riggs, un giovane investigatore un po' instabile la cui moglie ed il bambino di cui era incinta sono stati da poco assassinati. Mentre i metodi menefreghisti di Riggs per rintracciare i criminali mettono regolarmente in pericolo la sua e la vita di Murtaugh, i due riescono comunque a sviluppare rispetto ed una forte forma d'amicizia.

## Episodi
| Stagione         | Episodi | Prima TV originale | Prima TV Italia |
| ---------------- | ------- | ------------------ | --------------- |
| Prima stagione   | 18      | 2016-2017          | 2016-2017       |
| Seconda stagione | 22      | 2017-2018          | 2018            |
| Terza stagione   | 15      | 2018-2019          | 2019            |

## Personaggi e interpreti

### Principali
- Roger Murtaugh, interpretato da Damon Wayans (stagione 1-3), un detective del dipartimento di polizia di Los Angeles che ritorna al lavoro dopo un attacco di cuore ed è partner di Martin Riggs, appena trasferitosi dal Texas.[6]
- Martin Riggs, interpretato da Clayne Crawford (stagioni 1-2), ex Navy SEAL diventato detective di polizia che, dopo essere rimasto vedovo, si trasferisce dal Texas a Los Angeles.
- Wesley Cole, interpretato da Seann William Scott (stagione 3).[7]
- Trish Murtaugh, interpretata da Keesha Sharp (stagione 1-3).
È la moglie di Roger, la quale ha da poco partorito un terzo figlio.
- Maureen "Mo" Cahill, interpretata da Jordana Brewster (stagione 1-3).
Terapista ed esperta nella negoziazione di ostaggi assegnata al distretto di Roger e Martin.
- Capitano Avery, interpretato da Kevin Rahm (stagione 1-3).
È il capitano del distretto in cui sono impiegati Martin e Roger.
- Scorsese, interpretato da Johnathan Fernandez (stagione1-3).
Medico forense del dipartimento.
- Detective Sonya Bailey, interpretata da Michelle Mitchenor (stagione 1-3).
Agente in coppia con Alex Cruz.
- Rianne Murtaugh, interpretata da Chandler Kinney (stagione 1-3).
È la figlia minore di Roger e Trish.
- Roger "RJ" Murtaugh, interpretato da Dante Brown (stagione 1-3).
È il figlio maggiore di Roger e Trish.
- Zach Bowman, interpretato da Andrew Creer (stagione 2).
Agente in coppia con Sonya Bailey.

### Ricorrenti
- Miranda Riggs, interpretata da Floriana Lima.
- Detective Alex Cruz, interpretato da Richard Cabral.
- Ronnie Delgado, interpretato da Tony Plana.
- Karen Palmer, interpretata da Hilarie Burton.
- Natasha, interpretata da Silvia Busuioc.
- Leo Getz, interpretato da Thomas Lennon.
- Gina Santos, interpretata da Michelle Hurd.

## Produzione
La produzione della serie iniziò nell'ottobre del 2015, quando la Warner Bros. Television iniziò a sviluppare per la Fox un reboot televisivo della saga cinematografica iniziata con il film del 1987 Arma letale. Matt Miller, già produttore esecutivo di Chuck e ideatore di Forever, fu incaricato di scrivere la sceneggiatura dell'episodio pilota, la cui regia fu affidata a McG.
Il 12 febbraio 2016, contestualmente all'ordine di produzione del pilot, fu annunciato che Damon Wayans avrebbe interpretato il protagonista Roger Murtaugh, nei film interpretato da Danny Glover, mentre il 19 febbraio Golden Brooks fu ingaggiata per il ruolo della moglie Trish, venendo tuttavia poi sostituita da Keesha Sharp prima dell'inizio delle riprese. Nel corso del seguente mese di marzo si unirono al cast anche Jordana Brewster, Kevin Rahm, Chandler Kinney, Johnathan Fernandez e Clayne Crawford nel ruolo del co-protagonista Martin Riggs, nei film impersonato da Mel Gibson.
Sede delle riprese è Los Angeles. Dopo aver visionato il pilot, il 10 maggio 2016 la Fox diede il via libera definitivo alla produzione di una prima stagione di 18 episodi. Il 22 febbraio 2017, la serie viene rinnovata per una seconda stagione di 22 episodi. Il 13 maggio 2018, la serie fu rinnovata per una terza stagione di 15 episodi, con Seann William Scott che sostituì Clayne Crawford come co-protagonista della serie, interpretando il nuovo coprotagonista della serie, nel ruolo di Wesley Cole, nuova spalla di Murtaugh.

## Distribuzione
Il primo trailer è stato pubblicato il 16 maggio 2016, in occasione dell'annuale upfront della Fox. Il primo episodio è andato in onda sulla Fox il 21 settembre 2016.
In Italia va in onda su Italia 1, dal 5 dicembre 2016 al 30 maggio 2019 in prima visione assoluta e dal 7 al 21 giugno 2019 su Premium Crime